# Retrogradna uretrografija
Retrogradna uretrografija jedna je od dijagnostičkih metoda u urologiji koja se izvodi uz pomoć X-zraka  kako bi se utvrdilo stanje i prisustvo eventualne povrede mokraćne cevi ili uretre. Kod ove metode od posebne je važnosti pravilno pozicioniranje pacijenta za dobijanje validnog snimka.

## Indikacije
Retrogradna uretrografija je indikovana za procenu stanja prednjeg i zadnjeg dela uretre (posebno prednje uretre, koja se sastoji od uretre penisa i bulbarne uretre). 
Jedna od indikacija je sumnje na strikturu uretre ili traumu mokračne cevi kod ljudi sa nedavnom istorijom traume u predelu karlice praćene bolom, nemogućnošću mokrenja, prisustvom krvi na otvoru uretre, hematomom skrotuma ili palpacijom lebdeće prostate pri rektalnim pregledom.
Ako se sumnja na oštećenje uretre, treba uraditi retrogradnu uretrografiju pre pokušaja postavljanja Folijevog katetera u bešiku. Ako dođe do poremećaja uretre, mora se postaviti suprapubični kateter da bi se ispraznila bešika. Ako se sumnja na rupturu mokrađne cevi, umetanje Folijevog katetera je kontraindikovano.
Kod nekih pacijenata sa sumnjom na traumu mokraćne bešike,  je indikovana je retrogradna uretrografija za vizuelizaciju struktura donjeg urinarnog trakta.  Procenu sumnje na traumu mokraćne bešike obično prati cistografija uz pomoć kompjuterske tomografije. 

## Postupak

### Pozicioniranje pacijenta
Retrogradna uretrografija se izvodi sa pacijentom u polukosom položaju, sa donjom nogom polusavijenom i penisom blago povučenim.

### Probni snimak
Pre ubrizgavanja kontrasta obavezno se radi probni snimak da bi se utvrdila adekvatna pozicija pacijenta i eventualno prisustvo kamenaca (kalkuloze) mokraćne cevi. 

### Ubrizgavanje kontrastnog sredstva
Nakon dezinfekcije sterilni kateter se uvodi u distalni deo uretre i pod umerenim pritiskom instilira se 10-20 ml kontrasnog stredstva uz istovremeno upotrebu rendgen skopije. 
Lubrikantni gel ne treba upotrebljavati jer može dovesto do neadekvatne vizuelizacije mokraćne cevi.

### Vizuelizacija mokraćne cevi
Nakon ubrizgavanja kontrastnog sredstva vrši se vizuelizuja:
- cele penilne mokraćne cevi,
- penoskrotalnog ugla (koji se može prikazati kao blaga krivina i predstavlja prelaz ka široj bulbarnoj mokraćnoj cevi),
- normalno suženi membranozni deo mokraćne cevi,
- prostatični deo mokraćne cevi.

Blagi defekt u punjenju kontrasta može normalno predstavljati verumontanum u prostatičnom delu mokraćne cevi. Osim toga, musculus compresor nuda može dati vizuelno suženje proksimalnog dela bulbarnog dela mokraćne cevi, a ustvari predstavlja normalnu identaciju koju formira distalni deo bulbospongioznog mišića. 
Punjenje Kuperovih žlezda kontrastnim sredstvom najčešće predstavlja znak distalne opstrukcije mokraćne cevi.  

## Senzitivnost i specifičnost metode
- Senzitivnost retrogradne uretrografije je 75-100%,
- Specifičnost retrogradne uretrografije je 72-97%.[5]

## Nedostaci
Ukoliko postoji potpuni prekid kontinuiteta mokraćne cevi, uretrogradna ureterografija ne može prikazati dužnu obliterisanog segmenta mokraćne cevi.  Kod ovih pacijenata metoda se kombinuje sa anterogradnom uretrografijom.
Jedan od nedostataka metode je i taj što se retrogradnom uretrografijom ne može utvrditi postojanje i obim spongiofibroze.

## Komplikacije
Komplikacije retrograde uretrografije su retke i mogu biti:
- infekcije mokraćne cevi,
- alergijska reakcija na kontrastno sredstvo.

## Spoljašnje veze
|  | Molimo Vas, obratite pažnju na važno upozorenje u vezi sa temama iz oblasti medicine (zdravlja). |